# Centrarthra ochrealis
Centrarthra ochrealis là một loài bướm đêm trong họ Noctuidae.